# Колненски окръг
Колненски окръг (на полски: Powiat kolneński) е окръг в Подляско войводство, Североизточна Полша. Заема площ от 940,10 км2.
Административен център е град Колно.

## География
Окръгът се намира в историческата област Мазовия. Разположен е в западната част на войводството.

## Население
Населението на окръга възлиза на 39 990 души (2012 г.). Гъстотата е 43 души/km2.

## Административно деление
Административно окръгът е разделен на 6 общини.
Градска община:
- Колно

Градско-селска община:
- Община Стависки

Селски общини:
- Община Грабово
- Община Колно
- Община Мали Плоцк
- Община Турошъл

## Галерия
- Колно
- Стависки